# Salomé (film, 1986)
Pour les articles homonymes, voir Salomé.
Pour plus de détails, voir Fiche technique et Distribution.
Salomé (Salomè) est un film dramatique franco-italien réalisé par Claude d'Anna et sorti en 1986. C'est une adaptation de Salomé d'Oscar Wilde.
Le film a été sélectionné au festival de Cannes 1986 dans Un certain regard.

## Synopsis
Alors que Jésus avec ses apôtres, Jean le Baptiste est arrêté par le roi de Judée pour ses nombreux sermons diffamatoires envers le pouvoir monarchique. Hérode Antipas, fils d'Hérode Ier le Grand, jette Jean en prison. Salomé, fille d'Hérode Boëthos, tombe amoureuse de Jean le Baptiste...

## Fiche technique
Sauf indication contraire, les informations mentionnées dans cette section peuvent être confirmées par la base de données cinématographiques Unifrance,  présente dans la section « Liens externes ».
- Titre français : Salomé
- Titre italien : Salomè
- Réalisation : Claude d'Anna
- Scénario : Claude d'Anna, Aaron Barzman
- Photographie : Pasqualino De Santis
- Montage : Roberto Perpignani (it)
- Musique : Egisto Macchi (it)
- Décors : Giantito Burchiellaro (it)
- Costumes : Adriana Spadaro
- Trucages : Mario Michisanti, Maurizio Silvi (it)
- Effets spéciaux : Massimo Cristofanelli
- Production : Yoram Globus, Menahem Golan, Henry Lange
- Sociétés de production : Cannon, TF1 Films Production, Dedalus
- Pays de production :  Italie -  France
- Langue de tournage : italien
- Format : Couleur - 2,35:1 - Son stéréo Dolby - 35 mm
- Durée : 97 minutes (1h37)
- Genre : drame
- Dates de sortie :
  - France : 8 mai 1986 (Festival de Cannes 1986)
  - Italie : 5 août 1986 (Rome) ; 14 août 1986 (sortie nationale)

## Distribution
- Jo Champa : Salomé (fille d'Hérodiade)
  - Fabiana Torrente : Salomé enfant
- Fabrizio Bentivoglio : Iokanaan / Jean le Baptiste
- Tomas Milian : Hérode Antipas
- Fabio Carfora : Narraboth
- Lorenzo Piani : Phillipe
- Pamela Salem : Hérodiade
- Tim Woodward : Nerva
- Fiodor Chaliapine fils : Le Messager
- Sergio Doria : Le chevalier
- Annie Carol Edel : La déesse mère
- Johara Racz : Le princesse
- Andrea Flamini : Le légionnaire impérial
- Nicola D'Eramo : Le 1er invité
- Jorge Krimer : Le 2d invité
- Ikky Maas : Un danseur
- Richard Paul Majewski : Nelim
- Paolo Merosi : Un soldat
- Paul Müller : Le docteur
- Paolo Paolini : Le 1er dignitaire
- Massimo Sarchielli (it) : Le 1er assassin
- Mohamed Salem Badr : Le 2d assassin
- Alex Serra : Le grand prêtre
- Jean-François Stévenin : L'adjudant de Nerva
- Leslie Thomas : Le 2d dignitaire